# Imantocera penicillata
Imantocera penicillata är en skalbaggsart som först beskrevs av Hope 1831.  Imantocera penicillata ingår i släktet Imantocera och familjen långhorningar.
Artens utbredningsområde är:
- Laos.
- Burma.

Inga underarter finns listade i Catalogue of Life.